# Apollonie de Syrie
Pour les articles homonymes, voir Apollonie.
 (décembre 2014).
Apollonie de Syrie (Ἀπολλωνία) est une cité grecque citée par Strabon, XVI, 2, 10 et Étienne de Byzance, s. v. Ἀπολλωνία, 20. On ne sait rien sur la cité, sinon qu’elle est située près d’Apamée.

## Mentions par les Anciens
- Strabon, XVI, 2, 10.
- Étienne de Byzance, s. v. Ἀπολλωνία, 20.

## Source
- « Apollonia  », no 23, RE, vol. 3, col. 117, 1895.